# Campagne d'ouverture
 (janvier 2020).
Si vous disposez d'ouvrages ou d'articles de référence ou si vous connaissez des sites web de qualité traitant du thème abordé ici, merci de compléter l'article en donnant les références utiles à sa vérifiabilité et en les liant à la section « Notes et références ».
Guerre civile chinoise
La Campagne d’Ouverture de la guerre civile chinoise ouvre la seconde partie du conflit, et commence à la fin de la Seconde Guerre mondiale avec la reddition du Japon. Après la fin de la guerre, l’existence du Deuxième Front Uni n’a plus d’utilité, et il est dissout. Les généraux nationalistes et communistes se disputent le territoire, et entament le second chapitre de ce conflit sanglant.

## Campagne
La défaite du Japon à l’issue de la guerre du Pacifique laisse un vide politique sur de vastes zones de la Chine, tandis que le Kuomintang derrière Tchang Kaï-chek et le Parti Communiste Chinois derrière Mao Zedong entament la reconquête des territoires sur les débris de l'armée japonaise. La fin de la Seconde Guerre Mondiale sonne le glas du contrôle des japonais sur la Chine et de leur pantin, le Gouvernement National Réorganisé de la République de Chine, basé à Nankin, mais des combats sporadiques continuent entre les Japonais et les deux groupes politiques pendant quelque temps. À Tianmen le 17 août, les Communistes annihilent un contingent de soldats japonais et de troupes nationalistes ralliées aux occupants. Quelques Japonais et un grand nombre de partisans des régimes collaborateurs rejoignent l’armée nationaliste du Guomindang, en espérant prendre leur revanche sur les Communistes chinois, qui, durant la guerre, ont refusé toutes trêves avec les Japonais, au contraire de Tchang Kai-shek. Les forces nationalistes s'empressent de libérer les villes côtières chinoises, comme Shanghai et Canton, alors que les Communistes parviennent à prendre la Chine du Nord-Est, occupée par les forces japonaises défendant l’État-pantin du Mandchoukouo. Comme les relations entre les deux factions opposantes se détériorent, les Nationalistes commencent à combattre les communistes et les repoussent lentement vers le Nord. Mao Zedong et ses partisans perdent près de quarante-cinq pour cent de leurs forces armées en quelques mois, entre la Campagne de Yetaishan et le début de l’année 1946, au moment où la guerre se fait plus rude. À cette période, les Communistes sont confinés au Nord-Est et les Nationalistes contrôlent la majeure partie de la Chine.